# Manternach
Manternach è un comune del Lussemburgo orientale. Fa parte del cantone di Grevenmacher, nel distretto omonimo.
Nel 2001, la città di Manternach, il capoluogo del comune che si trova nella parte meridionale del suo territorio, aveva una popolazione di 417 abitanti. Le altre località che fanno capo al comune sono Berbourg, Lellig e Munschecker.